# Orgyenpa Rinchen Pel
| Tibetische Bezeichnung                          |
| ----------------------------------------------- |
| Tibetische Schrift: ཨོ་རྒྱན་པ་རིན་ཆེན་དཔལ་           |
| Wylie-Transliteration: o rgyan pa rin chen dpal |
| Andere Schreibweisen: Orgyenpa Rinchen Pal      |
| Chinesische Bezeichnung                         |
| Vereinfacht: 邬坚巴•仁钦白                      |
| Pinyin:Wujianba Renqin Bai                      |

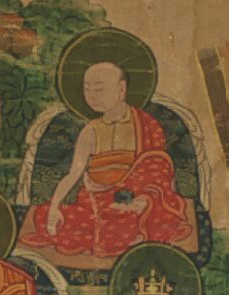
Orgyenpa Rinchen Pel

Orgyenpa Rinchen Pel (tib. o rgyan pa rin chen dpal; geb. 1230; gest. 1309) war ein tibetischer Gelehrter und Yogi der Oberen Drugpa-Tradition (tib. stod 'brug) der Drugpa-Kagyü (tib.  'brug pa bka' brgyud)-Schule, einer der zu den „acht kleineren Schulen“ gehörenden Kagyü-Schulrichtung des tibetischen Buddhismus (Vajrayana).
Er war ein Schüler von Gyelwa Götsangpa Gönpo Dorje (1189–1258) und Karma Pakshi (gest. 1283), dem 2. Karmapa.
Von seinen Reisen durch Nordindien und Udyana/Swat brachte er die Kunst der Quecksilberverarbeitung zum medizinischen Einsatz nach Tibet. Unter dem 3. Karmapa (1284–1339) wurden erstmals mit Hilfe dieser Technik 'Black pills' (tib.: rin-chen ril-nag) hergestellt, die seither 'Karmapa Black pills' oder 'Precious pills' bzw. 'Juwelen-Pillen' genannt werden (nicht, weil die Pillen schwarz sind, sondern in Anspielung auf die Insigne des Karmapa, d. h. seine schwarze Kopfbedeckung).
Er reiste in das irdische reine Land Uddiyana, wo er Vajra Varahi traf, der ihm die Praxislinie des Urgyen Nyendrub (o rgyan bsnyen sgrub) übermittelte. Er war Lehrer von Gyelwa Yanggönpa und dem 3. Karmapa, Rangjung Dorje.
Orgyenpa Rinchen Pel spielte eine dominante Rolle in der Übertragung der Drugpa-Kagyü- und Karma-Kagyü-Traditionen im späteren 13. Jahrhundert.

In addition, he founded his own teaching system known as the Oddiyana Tradition of Ritual Service and Attainment (o-rgyan bsnyen-bsgrub (= o rgyan bsnyen sgrub Uddiyana – Oḍḍiyāṇa)), which was connected with the Kalacakra Tantra.